# Schöfweg
Schöfweg là một đô thị thuộc huyện Freyung-Grafenau trong bang Bayern nước Đức. Đô thị Schöfweg có diện tích 15,9 km², dân số thời điểm 31 tháng 12 năm 2006 là 1296 người.